# Dance of the Dead
Dance of the Dead ist ein niedrig budgetierter US-amerikanischer Independentfilm von Gregg Bishop aus dem Jahr 2008. Das Werk ist eine Mischung aus Teenager- und Horrorkomödie mit teils blutigen Splatter-Einlagen. Bishops zweiter abendfüllender Spielfilm handelt von einer Gruppe Schülern, die einer tödlichen Bedrohung gegenüberstehen und letztlich ums nackte Überleben kämpfen.
Das Werk folgt im Allgemeinen den üblichen Konventionen des Zombie-Genres; wandelnde und stumpfsinnige Kreaturen weichen allerdings agilen Bestien.
Die Uraufführung fand am 9. März 2008 während des South by Southwest Film Festivals statt. Die deutsche Erstaufführung war am 1. September 2008 im Rahmen des Fantasy Filmfests Nürnberg (in Originalsprache). Die deutsche DVD-Erstveröffentlichung war am 16. Oktober (als Leih-DVD) bzw. am 31. Oktober 2008. Eine Blu-ray-Auswertung erfolgte am 28. November 2008.

## Handlung
In einer nicht näher genannten Kleinstadt in den Vereinigten Staaten steht eine rauschende Veranstaltung mit einem nächtlichen Abschlussball bevor, das wichtigste Ereignis der ortsansässigen Jugendlichen. Die Vorbereitungen laufen auf Hochtouren.
Dessen ungeachtet plagt sich ein Friedhofswärter im Geheimen mit wiederkehrenden Toten herum. Die Verstorbenen, kontaminiert mit giftigen Abwässern eines angrenzenden Kraftwerkes, kehren als sogenannte Zombies zurück. Das rasche Handeln des Totengräbers verhinderte bisher eine Katastrophe ungeahnten Ausmaßes.
Als sich am Partyabend alle Jugendlichen in der Schule versammeln, erheben sich auf dem nahe gelegenen Friedhof die Toten massenweise aus ihren Gräbern; beobachtet von den Mitgliedern des „Sci-Fi-Clubs“ der Schule und einer Schülersprecherin nebst aufdringlichem Begleiter. Die anwesenden Jugendlichen werden umgehend attackiert, ein Mitglied des Clubs sowie der Begleiter der Schülersprecherin Lindsey sterben bei dem Angriff. Die Überlebenden flüchten panisch. Schnell finden die unterschiedlichen Charaktere zusammen. Zu der kleinen Truppe gesellen sich im späteren Verlauf der Handlung noch Außenseiter Jimmy und der berüchtigte Schläger Kyle. Gemeinsam nimmt man den Kampf gegen die Untoten auf.
Die Zombies überrennen derweil die Stadt und dezimieren deren Bewohner drastisch. Die Gruppe um Jimmy und Lindsey versucht die Schülerschaft zu warnen. Unglücklicherweise kommen sie zu spät. Die geladenen Gäste des Tanzballs sind bereits Opfer der aggressiven Ungetüme. Mit Hilfe des hochgerüsteten Sportlehrers Keel, einem Waffennarr, fasst man am Ende den Plan, die Zombies in einer gewaltigen Explosion zu eliminieren. Mehrere Sprengladungen werden angebracht und mit Hilfe von Jimmy und dreier Jungrocker, die mit ihrer Musik die Bestien vom Fressen abhalten, letztlich gezündet.

## Kritiken
Das Lexikon des internationalen Films bewertet die Produktion als „unterbelichtete Horror-Komödie mit schrillen Gags“. Die Filmzeitschrift VideoWoche lobt die „pointierte Situationskomik“, den „rabenschwarzen Splatter-Slapstick“ und die „farbenfroh gezeichneten Typen“. Blickpunkt:Film bewertet den Film als „vergleichsweise originelle und pointierte Horrorkomödie“.